# Победиха
Победиха — деревня в Богородском районе Нижегородской области. Входит в состав Алешковского сельсовета. Население 22 чел. (2010).

## Общая физико-географическая характеристика
Географическое положение
По автомобильным дорогам расстояние до областного центра города Нижнего Новгорода составляет 60 км, до районного центра города Богородска — 20 км. Абсолютная высота 98 метров над уровнем моря.
Часовой пояс
Победиха, как и вся Нижегородская область, находится в часовой зоне МСК (московское время). Смещение применяемого времени относительно UTC составляет +3:00.

## История
В «Списке населенных мест» Нижегородской губернии по данным за 1859 год значится как владельческая деревня при пруде в 16 верстах от Нижнего Новгорода. Относилась к первому стану Горбатовского уезда. В деревне насчитывалось 42 двора и проживало 324 человека (140 мужчин и 184 женщина).

## Население
| 1999 | 2002 | 2010 |
| ---- | ---- | ---- |
| 56   | ↘29  | ↘22  |

Национальный состав
Согласно результатам переписи 2002 года, в национальной структуре населения русские составляли 100 % из 29 человек.